# Ballé
Pour les articles homonymes, voir Botte et Balle.
 (mai 2025).
Ballé est une ville et une commune malienne, située dans le pays de la Bakhounou, chef-lieu du cercle de Ballé, dans la région de Nara.

## Géographie
La localité de Ballé est située à proximité de la  frontière avec la mauritanienne et à 166 km à l'ouest du chef-lieu régional Nara.